# Llista de monuments de Fornalutx
Llista de monuments de Fornalutx catalogats pel consell insular de Mallorca com a Béns d'Interès Cultural en la categoria de monuments pel seu interès històric, artístic, arquitectònic, arqueològic, històric-industrial, etnològic, social, científic o tècnic.
| Monument                                     | Tipus                | Localització                   | Coordenades                                            | Codi?         | Imatge |
| -------------------------------------------- | -------------------- | ------------------------------ | ------------------------------------------------------ | ------------- | --- |
| Creu de Fornalutx                            | Creus de terme       | Fornalutx Carrer de Bellavista | 39° 46′ 51″ N, 2° 44′ 21″ E / 39.7808237°N,2.7392958°E | RI-51-0010293 | Carregueu una nova foto d'aquest monument                                                                  |
| Na Seca                                      | Arq. defensiva       | Fornalutx Cingle de n'Amer     | 39° 49′ 30″ N, 2° 44′ 12″ E / 39.824878°N,2.736623°E   | RI-51-0008432 | Na Seca (Fornalutx) · Vegeu més fotos d'aquest monument · Carregueu una nova foto d'aquest monument        |
| Bàlitx d'Avall                               | Arq. defensiva       | Fornalutx                      | 39° 48′ 52″ N, 2° 44′ 27″ E / 39.814553°N,2.740718°E   | RI-51-0008433 | Bàlitx d'Avall (Fornalutx) · Vegeu més fotos d'aquest monument · Carregueu una nova foto d'aquest monument |
| Binibassí                                    | Arq. defensiva       | Fornalutx                      | 39° 46′ 38″ N, 2° 43′ 44″ E / 39.777347°N,2.728874°E   | RI-51-0008434 | Binibassí (Fornalutx) · Vegeu més fotos d'aquest monument · Carregueu una nova foto d'aquest monument      |
| Cova es Racó de sa Fèus / S'Olivar d'en Mora | Monument arqueològic | Fornalutx                      |                                                        | RI-51-0002107 | Carregueu una nova foto d'aquest monument                                                                  |
| Cova es Rófols / Sa Cova des Còdol           | Monument arqueològic | Fornalutx                      | 39° 47′ 23″ N, 2° 44′ 53″ E / 39.789765°N,2.748111°E   | RI-51-0002108 | Carregueu una nova foto d'aquest monument                                                                  |